# Млини (Надвірнянський район)
Млини́ — село в Україні, у Надвірнянській міській громаді Надвірнянського району Івано-Франківської області.
Згідно перепису, на 2001 рік у Млинах було зареєстровано 250 жителів. У 2021 р. у Млинах не залишилося жодного жителя.

## Населення

### Мова
Розподіл населення за рідною мовою за даними перепису 2001 року:
| Мова       | Кількість | Відсоток |
| ---------- | --------- | -------- |
| українська | 250       | 100%     |

## Постаті
- Попель Володимир Володимирович (1894—1920) — четар УГА. Репресований радянською владою.